# Hilethera brevipennis
Hilethera brevipennis är en insektsart som beskrevs av Zheng, Z. och R. Lu 2002. Hilethera brevipennis ingår i släktet Hilethera och familjen gräshoppor. Inga underarter finns listade i Catalogue of Life.